# Sanfilippodytes
Sanfilippodytes is een geslacht van kevers uit de familie  waterroofkevers (Dytiscidae).
Het geslacht is voor het eerst wetenschappelijk beschreven in 1979 door Franciscolo.

## Soorten
Het geslacht omvat de volgende soorten:
- Sanfilippodytes adelardi (Rochette, 1983)
- Sanfilippodytes barbarae (Fall, 1932)
- Sanfilippodytes barbarensis (Wallis, 1933)
- Sanfilippodytes belfragei (Sharp, 1882)
- Sanfilippodytes bertae Roughley & Larson, 2000
- Sanfilippodytes bidessoides (Leech, 1941)
- Sanfilippodytes brumalis (Brown, 1930)
- Sanfilippodytes compertus (Brown, 1932)
- Sanfilippodytes corvallis (Fall, 1923)
- Sanfilippodytes edwardsi (Wallis, 1933)
- Sanfilippodytes hardyi (Sharp, 1882)
- Sanfilippodytes kingii (Clark, 1862)
- Sanfilippodytes latebrosus (LeConte, 1852)
- Sanfilippodytes malkini (Hatch, 1951)
- Sanfilippodytes pacificus (Fall, 1923)
- Sanfilippodytes palliatus (Horn, 1883)
- Sanfilippodytes planiusculus (Fall, 1923)
- Sanfilippodytes pseudovilis (Young, 1953)
- Sanfilippodytes rossi (Leech, 1941)
- Sanfilippodytes sbordonii Franciscolo, 1979
- Sanfilippodytes setifer Roughley & Larson, 2000
- Sanfilippodytes terminalis (Sharp, 1882)
- Sanfilippodytes veronicae (Rochette, 1983)
- Sanfilippodytes vilis (LeConte, 1852)
- Sanfilippodytes williami (Rochette, 1986)